# Вишневський Вікентій Карлович
Вікентій Карлович Вишневський (1781 — 13 червня 1855) — польський (жив у Російській Імперії) астроном і картограф, академік Петербурзької АН (1807).

## З життєпису
Народився у Польщі. Астрономічну освіту здобув в Берліні під керівництвом Й. Е. Боде. З 1803 — помічник директора обсерваторії Петербурзької АН, а потім її директор. Перший професор астрономії Петербурзького університету (з 1819).
Плідно працював в області картографії Російської імперії. З 1806-го по 1815-й здійснив кілька географічних експедицій, які охоплювали велику територію, — від Лібави (нині Лієпая) до Єкатеринбургу і від Мезені ка Ельбрусу, тобто 40° по довготі і 20° по широті. Визначив географічні координати 223 населених пунктів. Брав участь в удосконаленні російської системи мір і вагів. Входив до складу комітету, що розглядав в 1830 році проєкт переходу з юліанського календаря на григоріанський, і до складу комітету, що розробив план організації Пулковської обсерваторії (заснована в 1839 році).
Відомий спостереженнями яскравих комет 1807 і 1811. Спостерігав їх, тоді коли інші астрономи Європи вже випустили комети з очей. Ф. В. Бессель назвав Вишневського віртуозом по частині спостережень і неповторним дослідником. Ф. В. А. Аргеландер у своїй праці про визначення орбіти комети 1811-го використовував у першу чергу спостереження Вишневського як найцінніші з тих, що належали до того періоду.